# Friedrich Meyer (SS-Mitglied)
Friedrich Hugo Meyer (* 3. Dezember 1912 in Dortmund; † 21. Juli 2001 in Münster) war ein deutscher SS-Hauptsturmführer und Teilkommandoführer des Sonderkommandos 7a der Einsatzgruppe B.

## Leben
Meyer war der Sohn eines Zugführers. Nach der Reifeprüfung im 1932 studierte er in Marburg, Münster und Bethel evangelische Theologie, brach das Studium im Wintersemester 1937/38 aber ab. Im Jahre 1933 trat er der SA und zum 1. Mai 1937 der NSDAP bei (Mitgliedsnummer 4.685.396). Danach arbeitete er bis zu seiner dortigen Einstellung am 13. November 1938 beim Bochumer Anzeiger und besuchte die kaufmännische Abendschule. Im Jahre 1940 wurde er Mitglied der SS.
Von Ende 1940 bis Anfang 1943 studierte er Rechtswissenschaft in Münster, Frankfurt am Main und Berlin. Im Mai 1941 wurde er zur Grenzpolizeischule nach Pretzsch an der Elbe abgeordnet und dem Sonderkommando 7a zugeteilt. Als Teilkommandoführer nahm er an einer Erschießung von mindestens 200 Juden in Witebsk teil. Nach seiner Rückkehr setzte er sein Studium fort und arbeitete nach bestandener Zwischenprüfung 1943 kurze Zeit als Referendar beim Landratsamt in Starnberg und beim Regierungspräsidenten in München. Von dort wurde er im April 1943 an die Reichsschule der Sicherheitspolizei und des SD in Prag versetzt. Im Jahre 1944 wurde er Ausbildungsleiter beim BdS Straßburg.
Nach Kriegsende arbeitete er in Freudenberg als Holzschnitzer. Danach zog er in seine Heimatstadt Dortmund, wo er zunächst eine Anstellung in der Fahrbereitschaft einer britischen Einheit und anschließend beim Civil Labour Office des 10. Anti-Tank Regiments der britischen Armee fand. Im Juni 1949 wurde Meyer von einer Spruchkammer in Dortmund als „Entlasteter“ eingestuft. Seit 1950 war Meyer Beamter auf Lebenszeit. Im Jahre 1956 wurde er zum Kriminalhauptkommissar ernannt und wechselte im selben Jahr als Lehrer an das Polizeiinstitut Hiltrup, an dem er nicht nur die Oberbeamten der Kriminalpolizei aus dem gesamten Bundesgebiet ausbildete, sondern auch als Lehrer und Betreuer für Lehrgangsteilnehmer aus Afghanistan, Iran und China zuständig war. Im Verfahren gegen Alfred Filbert wurde Meyer als Zeuge vernommen. Im Jahr 1961 wurde er zur Kriminalpolizei Bochum und später nach Gelsenkirchen versetzt. Am 16. Februar 1962 wurde er wegen seiner Tätigkeiten beim Sonderkommandos 7a verhaftet. Das Landgericht Essen verurteilte ihn am 22. Dezember 1966 wegen Beihilfe zum Mord zu zwei Jahren Zuchthaus; die Strafe war aber durch die Untersuchungshaft bereits verbüßt.